# Loupfougères
Loupfougères är en kommun i departementet Mayenne i regionen Pays de la Loire i nordvästra Frankrike. Kommunen ligger i kantonen Villaines-la-Juhel som tillhör arrondissementet Mayenne. År 2022 hade Loupfougères 410 invånare.

## Befolkningsutveckling
Antalet invånare i kommunen Loupfougères
| Referens: INSEE |